# Lumijoki
Lumijoki – gmina w Finlandii, w regionie Pohjois-Pohjanmaa. Powierzchnia wynosi 290,29 km², z czego 76,83 km² stanowi morze, a 0,27 km² woda słodka. Populacja Lumijoki wynosi 2091 osób (sierpień 2017). Nazwa pochodzi od przepływającej przez gminę rzeki Lumijoki (fiń. lumi – śnieg, joki – rzeka).
W Lumijoki urodzili się m.in.
- Aino Sallinen – rektor Uniwersytetu w Jyväskylä w latach 1992-2012.
- Johanna Kurkela – piosenkarka

## Sąsiadujące gminy
- Hailuoto
- Liminka
- Oulunsalo
- Siikajoki

## Wsie na terenie gminy
Hirvasniemi, Korvenkylä, Luonnostakylä, Lapinkylä, Ukuranperä, Varjakka, Ylipää.